# Reprezentacja Kuby w piłce nożnej mężczyzn
Reprezentacja Kuby w piłce nożnej (hiszp. La Selección de fútbol de Cuba) – zespół piłkarski, biorący udział w imieniu Kuby w meczach i sportowych imprezach międzynarodowych, powoływany przez selekcjonera, w którym mogą występować wyłącznie zawodnicy posiadający obywatelstwo kubańskie. Reprezentacja rozgrywa swoje mecze od 1930 roku. W swojej historii uczestniczyła raz w finałach Mistrzostw Świata w 1938 r., docierając wówczas do ćwierćfinału. Największym osiągnięciem w Złotym Pucharze CONCACAF jest ćwierćfinał w 2003, 2013 oraz 2015 roku.
Znacznie lepsze wyniki Kubańczycy osiągnęli w Pucharze Karaibów zdobywając mistrzostwo w 2012, trzykrotnie zajmując drugie (1996, 1999, 2005) i trzecie (1995, 2007, 2010) miejsce, oraz czterokrotnie plasując się na czwartym miejscu (1992, 2001, 2008, 2014).
Kuba zajmuje obecnie (16 października 2017) 27. miejsce w Federacji CONCACAF.
Obecnie selekcjonerem kadry Kuby jest Pablo Elier Sánchez.

## Udział w międzynarodowych turniejach

### Mistrzostwa świata
| 1930 | Nie brała udziału           | Nie brała udziału           |
| 1934 | Nie zakwalifikowała się     | Nie zakwalifikowała się     |
| 1938 | Awans                       | Ćwierćfinał                 |
| 1950 | Nie zakwalifikowała się     | Nie zakwalifikowała się     |
| 1954 | Nie brała udziału           | Nie brała udziału           |
| 1958 | Nie brała udziału           | Nie brała udziału           |
| 1962 | Nie brała udziału           | Nie brała udziału           |
| 1966 | Nie zakwalifikowała się     | Nie zakwalifikowała się     |
| 1970 | Nie brała udziału           | Nie brała udziału           |
| 1974 | Nie brała udziału           | Nie brała udziału           |
| 1978 | Nie zakwalifikowała się     | Nie zakwalifikowała się     |
| 1982 | Nie zakwalifikowała się     | Nie zakwalifikowała się     |
| 1986 | Nie brała udziału           | Nie brała udziału           |
| 1990 | Nie zakwalifikowała się     | Nie zakwalifikowała się     |
| 1994 | Wycofała się z kwalifikacji | Wycofała się z kwalifikacji |
| 1998 | Nie zakwalifikowała się     | Nie zakwalifikowała się     |
| 2002 | Nie zakwalifikowała się     | Nie zakwalifikowała się     |
| 2006 | Nie zakwalifikowała się     | Nie zakwalifikowała się     |
| 2010 | Nie zakwalifikowała się     | Nie zakwalifikowała się     |
| 2014 | Nie zakwalifikowała się     | Nie zakwalifikowała się     |
| 2018 | Nie zakwalifikowała się     | Nie zakwalifikowała się     |
| 2022 | Nie zakwalifikowała się     | Nie zakwalifikowała się     |

### Złoty Puchar CONCACAF
- 1991 – Wycofała się w trakcie kwalifikacji
- 1993 – Nie brała udziału
- 1996 – Nie zakwalifikowała się
- 1998 – Faza Grupowa
- 2000 – Nie zakwalifikowała się
- 2002 – Faza Grupowa
- 2003 – Ćwierćfinał
- 2005 – Faza Grupowa
- 2007 – Faza Grupowa
- 2009 – Nie zakwalifikowała się
- 2011 – Faza Grupowa
- 2013 – Ćwierćfinał
- 2015 – Ćwierćfinał
- 2017 – Nie zakwalifikowała się
- 2019 – Faza grupowa
- 2021 – Nie zakwalifikowała się

### Puchar Karaibów
- 1989 – 1990 – Nie brała udziału
- 1991 – Wycofała się
- 1992 – IV Miejsce
- 1993 – 1994 – Nie brała udziału
- 1995 – III Miejsce
- 1996 – II Miejsce
- 1997 – Nie brała udziału
- 1998 – Nie zakwalifikowała się
- 1999 – II Miejsce
- 2001 – IV Miejsce
- 2005 – II Miejsce
- 2007 – III Miejsce
- 2008 – IV Miejsce
- 2010 – III Miejsce
- 2012 – Mistrzostwo
- 2014 – IV Miejsce
- 2017 – Nie zakwalifikowała się

## Rekordziści
| #   | Zawodnik            | Pozycja | Lata      | Występy |
| --- | ------------------- | ------- | --------- | ------- |
| 1.  | Yénier Márquez      | OB      | 2000–2015 | 126     |
| 2.  | Odelín Molina       | BR      | 1996–2013 | 122     |
| 3.  | Jaime Colomé        | PO      | 2002–2013 | 82      |
| 4.  | Alexander Cruzata   | OB      | 1996–2005 | 74      |
| 5.  | Lázaro Dalcourt     | NA      | 1995–2003 | 73      |
| 6.  | Alain Cervantes     | PO      | 2003–     | 68      |
| 7.  | Silvio Pedro Miñoso | OB      | 2002–2008 | 66      |
| 8.  | Reysander Fernández | OB      | 2003–2012 | 65      |
| 9.  | Lester Moré         | NA      | 1995–2007 | 62      |
| 10. | Manuel Bobadilla    | PO      | 1995–2001 | 57      |
| 11. | Jorge Luis Clavelo  | OB      | 2006–     | 56      |
| 12. | Ariel Martínez      | NA      | 2006–2015 | 54      |
| 13. | Ariel Álvarez       | PO      | 1995–2001 | 53      |
| 14. | Mario Pedraza       | OB      | 1995–2005 | 49      |
| 15. | Carlos Francisco    | OB      | 2008–     | 46      |
| 15. | Osmín Hernández     | NA      | 1995–2004 | 46      |

| #   | Zawodnik          | Pozycja | Lata      | Gole |
| --- | ----------------- | ------- | --------- | ---- |
| 1.  | Lester Moré       | NA      | 1995–2007 | 29   |
| 2.  | Lázaro Dalcourt   | NA      | 1995–2003 | 21   |
| 3.  | Roberto Linares   | NA      | 2008–2012 | 16   |
| 4.  | Yénier Márquez    | OB      | 2000–2015 | 15   |
| 5.  | Eduardo Sebrango  | NA      | 1996–1998 | 13   |
| 6.  | Serguei Prado     | NA      | 1999–2005 | 12   |
| 6.  | Maykel Galindo    | NA      | 2002–2005 | 12   |
| 6.  | Osmín Hernández   | NA      | 1995–2004 | 12   |
| 6.  | Jaime Colomé      | PO      | 2002–2013 | 12   |
| 10. | Ariel Martínez    | NA      | 2006–2015 | 11   |
| 10. | Manuel Bobadilla  | PO      | 1995–2001 | 11   |
| 12. | Reinier Alcántara | NA      | 2006–2008 | 10   |